# Ouge
Ouge là một xã ở tỉnh Haute-Saône trong vùng Bourgogne-Franche-Comté phía đông nước Pháp.

## Points of interest
- Parc botanique du Château d'Ouge